# Mousa Alli
Pour les articles homonymes, voir Alli.
Le Mousa Alli, aussi appelé Moussa Alli, Moussa ’Ali, Musa Ali ou encore Mussa-Ali, est un volcan situé qui marque le tripoint des frontières entre l'Érythrée, l'Éthiopie et Djibouti. Avec 2 028 mètres d'altitude, il constitue le point culminant de Djibouti.

## Géographie

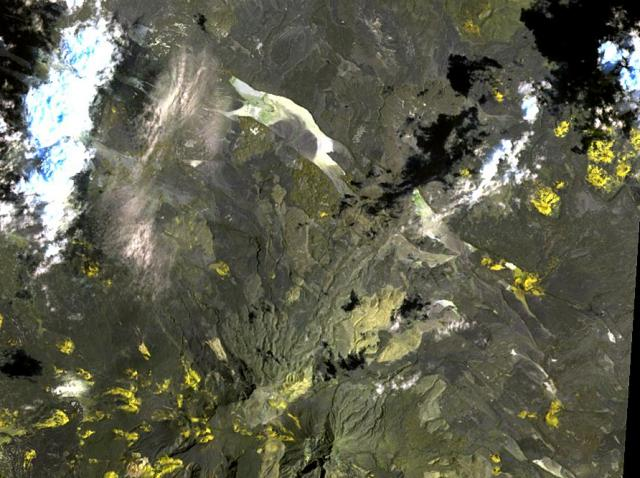
Vue satellite du Mousa Alli (en bas) et des cônes pyroclastiques et de leurs coulées de lave associées du Gufa (taches jaunes).

Le Mousa Alli est situé en Afrique de l'Est, dans le Nord de la vallée du Grand Rift, à cheval sur le tripoint formé par les frontières entre l'Érythrée qui couvre son flanc nord, l'Éthiopie qui couvre son flanc sud-ouest et Djibouti qui couvre son flanc sud-est. Il est entouré au sud-est par la ville djiboutienne d'Assa Gaila, au sud-ouest par le volcan Manda-Inakir et au nord-ouest par la route reliant la ville éthiopienne de Dessie à la ville érythréenne d'Assab.
Culminant à 2 028 mètres d'altitude, le Mousa Alli est le relief le plus notable de cette partie du bloc Danakil et constitue le point culminant de Djibouti. Entouré par des dômes de lave rhyolitique et leurs coulées de lave associées, le volcan est composé d'une lave trachy-rhyolite et couronné par une caldeira.

## Histoire
La date de formation du Mousa Alli est inconnue mais celle de sa dernière éruption remonte probablement à l'Holocène.
La position du Mousa Alli comme tripoint entre l'Éthiopie, l'Érythrée et Djibouti n'est pas le résultat d'un accord entre ces trois pays. En décembre 1948, les Britanniques qui administrent l'Érythrée refusent de participer à une rencontre sur place avec les deux autres parties pour déterminer le point exact. À partir de 1952, il ne s'agit plus que d'une frontière interne à l'Éthiopie. En 1954, les délégués éthiopiens refusent cependant de délimiter la frontière de l'Érythrée.
Cette frontière redevient internationale en 1993. Lors de la procédure d'arbitrage qui fixe la frontière entre l'Érythrée et l'Éthiopie, l'Éthiopie revendique un tripoint plus à l'est, à Dadda'to. Finalement, la Cour permanente d'arbitrage fixe le point méridional de cette frontière au Mousa Ali.